# Smålands runinskrifter 104
Sm 104 är ett vikingatida runstensfragment av migmatit i Vetlanda kyrka, Vetlanda och Vetlanda kommun. 
Fragmentet är 88 cm långt, 28 cm brett och 20 cm tjockt. Runhöjden är 11-26 cm. Texten är imålad med röd färg. Stenen ligger sedan 1953 i vapenhuset sedan den tagits ut ur väggen och lagats. Inskriften har tytts: "...västerut i England (?)."

## Inskriften
Translitterering av runraden:
...(l)ika : uastr · a · i...-ti
Normalisering till runsvenska:
... vestr a Æ[nglan]di(?).
Översättning till nusvenska:
...västerut i England (?)